# Ольховец (приток Озёрки)
Ольховец — река в России, протекает в Орловской области. Правый приток реки Озёрка.

## География
Река Ольховец берёт начало у деревни Черногрязка. Течёт на запад. На реке расположены деревни Николаевка и Ольховец. Устье реки находится у деревни Алексеевка в 7,1 км по правому берегу реки Озерка. Длина реки составляет 11 км.

## Данные водного реестра
По данным государственного водного реестра России относится к Окскому бассейновому округу, водохозяйственный участок реки — Ока от города Орёл до города Белёв, речной подбассейн реки — бассейны притоков Оки до впадения Мокши. Речной бассейн реки — Ока.
Код объекта в государственном водном реестре — 09010100212110000018278.